# Steve Gadd
Pour les articles homonymes, voir Gadd.
Stephen Kendall Gadd, né le 9 avril 1945 à Irondequoit, dans l'État de New York est un batteur, percussionniste et musicien de studio américain. Il est l'un des batteurs de studio les plus connus et les plus appréciés de l'industrie musicale. Ses performances dans 50 Ways to Leave Your Lover de Paul Simon, Riding with the king de Clapton et BB.King ou encore dans Late in the Evening et Aja de Steely Dan sont des exemples de son style. Il a travaillé avec des musiciens populaires de nombreux genres, dont Simon & Garfunkel, Steely Dan, James Taylor, Harry Chapin, Joe Cocker, Grover Washington Jr., Chick Corea, Lee Ritenour, Paul Desmond, Kate Bush, Chet Baker, Al Di Meola, Kenny Loggins, Eric Clapton ou encore Michel Petrucciani et enfin Michel Jonasz.

## Biographie
Steve Gadd est originaire d'Irondequoit, une banlieue de Rochester dans l'État de New York. C'est son oncle, tambour dans l'US Army, qui l'encourage à suivre des leçons de batterie. Après avoir obtenu son diplôme au collège-lycée Eastridge de l'Irondequoit, il suit des cours de musique à l'Eastman School of Music où il donne ses premiers concerts. Après avoir quitté l'université à la fin des années 1960, il joue fréquemment avec Chuck Mangione et son frère Gap Mangione. L'album Diana in the Autumn Wind (1968) de Gap Mangione est le premier enregistrement de Steve Gadd en studio.
Steve Gadd s'engage dans l'armée pendant trois ans, où il joue de la batterie pour l'Army Music Program. Il joue en parallèle avec un groupe de Rochester. En 1972, il forme un trio avec Tony Levin et Mike Holmes avec lesquels il part pour New-York. Lorsque le groupe se dissout, Steve Gadd se concentre sur ses projets en studio. Il est batteur du groupe de Chick Corea, Return to Forever, mais il finit par le quitter.
Il prend part à des tournées internationales dans les années 1970 et 1980, et enregistre avec Paul Simon et le groupe Electric Rendezvous d'Al Di Meola. À cette période, un autre batteur avait le même nom que Gadd, lequel a affirmé à ses fans que ce n'était pas lui. 
Steve Gadd forme le groupe Stuff, accompagné de Richard Tee, Eric Gale, et Cornell Dupree. Ils font des apparitions dans l'émission Saturday Night Live de la chaîne de télévision américaine NBC.
À la fin des années 1970, Steve Gadd est un batteur accompli et très demandé.

### Carrière en studio
Steve Gadd a la particularité rare d'avoir effectué une carrière fructueuse en tant qu'accompagnateur de chanteurs internationalement connus tels que Al Jarreau, Paul Simon, Steely Dan, Joe Cocker, Bob James, Michel Jonasz, Eric Clapton, Paul McCartney, James Taylor, Michał Urbaniak, James Brown, Kate Bush, David Gilmour en 2024 et en tant que sideman de musiciens de jazz comme Chick Corea, Eddie Gómez, Manhattan Transfer, Steps Ahead, Michel Petrucciani et Joe Sample.

## Matériel
(septembre 2010).
Si vous disposez d'ouvrages ou d'articles de référence ou si vous connaissez des sites web de qualité traitant du thème abordé ici, merci de compléter l'article en donnant les références utiles à sa vérifiabilité et en les liant à la section « Notes et références ».
Steve Gadd joue sur du matériel Yamaha depuis 1976. Il a longtemps joué sur une batterie Yamaha Recording Custom 9000 Solid Black avec la configuration suivante : tom : 10"x7.5",12"x8", tom basse : 14"x12",16"14", grosse caisse : 22"x14", caisse claire : 14"x5.5". Son instrument actuel est une Yamaha Birch/Mapple custom, et il a récemment changé d'équipement pour les toms et floor toms Birch Custom Absolute et une grosse caisse en érable. Il a utilisé également une caisse claire Yamaha Steel Shell Recording Custom dans les années 1980 et 1990 voir ici on voit très bien l'emblème Yamaha, même emblème que sur sa Yamaha Recording Custom 9000 Solid Black qu'il a utilisée durant ces années-là.
Il a participé à l'élaboration de son propre modèle Signature de cymbales K Custom pour Zildjian et utilise ce même modèle de cymbales.
Détail :
- Zildjian hi-hat cymbals 14" K Session
- Zildjian crash cymbal 18" K Constantinople
- Zildjian ride cymbal 18"K Session Custom
- Zildjian crash cymbal 16" K Session Custom

Il utilise des baguettes Vic Firth signées de son nom, très légères, fines, de couleur noire à l'exception de l'olive qui a la couleur du bois. Un autre modèle, avec les olives en nylon existe également. Ses baguettes sont légèrement plus courtes que le modèle American Classic 5A. Gadd a également son propre modèle Signature de balais. Ajoutons que Steve Gadd a développé avec Yamaha trois modèles de caisse claire signature, toutes en finition noire, LA signature de Gadd.
Steve Gadd utilise des peaux Remo série Power Stroke 3 et Ambassadors.
D'un point de vue technique, Steve Gadd joue avec un centre de gravité très bas et est remarquable de souplesse au niveau des poignets avec beaucoup de ghost notes, un jeu exceptionnel aux balais. Il inclura assez tard sur son kit une double pédale qu'il utilise toujours de manière très musicale.

## Discographie

### Avec le Gadd Gang
- 1984 : Gadd About
- 1986 : The Gadd Gang
- 1988 : Here & Now
- 1988 : Live at Bottom Line (1988)
- 1991 : Gadd Gang

### Avec Stuff
- 1976 : Stuff
- 1978 : Stuff It
- 1978 : Live Stuff
- 1980 : Live In New York
- 1981 : East
- 1981 : Best Stuff

### Avec Al Di Meola
- 1976 : Land of the Midnight Sun (en)
- 1977 : Elegant Gypsy
- 1978 : Casino (en)
- 1980 : Splendido Hotel (en)
- 1982 : Electric Rendezvous (en)
- 1982 : Tour De Force – Live
- 1994 : Orange and Blue (en)
- 2006 : Consequence of Chaos (en)

### Avec Chick Corea
- 1976 : My Spanish Heart
- 1978 : Friends
- 1978 : Three Quartets
- 1976 : The Leprechaun
- 1978 : The Mad Hatter
- 2005 : Rendezvous in New York
- 2006 : The Ultimate Adventure
- 2006 : Super Trio - Live at The One World Theatre, April 3rd, 2005 (Mad Hatter Productions) avec également Christian McBride

### Avec Eric Clapton
- 1997 : Live at Hyde Park (DVD)
- 1998 : Pilgrim
- 1999 : Clapton Chronicles
- 2000 : Riding with the King
- 2001 : Reptile
- 2002 : One More Car, One More Rider
- 2004 : Me and Mr. Johnson
- 2004 : Sessions for Robert J
- 2004 : Crossroads Guitar Festival
- 2005 : Back Home
- 2013 : Old Sock
- 2015 : Slowhand at 70 – Live at the Royal Albert Hall (en)

### Avec George Benson
- 1975 : Bad Benson
- 1975 : Good King Bad
- 1977 : In Concert-Carnegie Hall
- 1979 : Livin' Inside Your Love
- 1981 : GB
- 1983 : In Your Eyes
- 1983 : Pacific Fire

### Avec Paul Simon
- 1980 : One-Trick Pony
- 1975 : Still Crazy After All These Years
- 1983 : Hearts and Bones
- 2000 : You're the One
- 2006 : Surprise
- 2018 : In The Blue Light

### Avec d'autres artistes
Avec Tony Banks (Genesis)
- 1983 : The Fugitive (en)

Avec Carla Bley
- 1977 : Dinner Music

Avec James Brown
- 1973 : Black Caesar

Avec Steely Dan
- 1980 : Gaucho
- 1977 : Aja

Avec Art Garfunkel
- 1997 : Songs from a Parent to a Child
- 2007 : Some Enchanted Evening (en)

Avec Bob James
- 1978 : Touchdown

Avec Al Jarreau
- 1994 : Tenderness
- 1981 : Breakin' Away
- 1984 : Jarreau
- 1980 : This time

Avec Dr. John
- 1978 : City Lights
- 1979 : Tango Palace

Avec Rickie Lee Jones
- 1979 : Rickie Lee Jones
- 1981 : Pirates
- 1994 : The Magazine

Avec Michel Jonasz
- 1992 : Où est la source ?
- 1993 : Michel Jonasz au Zénith
- 2002 : Où vont les rêves

Avec B. B. King
- 2000 : Riding with the King

Avec Bill LaBounty
- 1982 : Bill LaBounty

Avec The Manhattan Transfer
- 1978 : Pastiche
- 1981 : Mecca for Moderns

Avec Tânia Maria
- 1997 : Europe

Avec Paul McCartney
- 1982 : Tug of War
- 1983 : Pipes of Peace

Avec Michel Petrucciani
- 1997 : Both World
- 1999 : Trio in Tokyo

Avec Lee Ritenour
- 1978 : Captains Journey
- 1978 : Friendship
- 1979 : Feel the Night

Avec Simon and Garfunkel
- 1982 : The Concert in Central Park

Avec James Taylor
- 1991 : New Moon Shine
- 2002 : October Road
- 2004 : James Taylor: A Christmas Album

## Distinctions
- Docteur honoris causa de l'école de musique Eastman (2017)[2].